# Santa Clara, Kalifornien
Santa Clara är en stad i Santa Clara County, Kalifornien, USA. Staden grundades 1777 och fick status som stad 1852. Santa Clara var den 8:e av de 21 spanska missionerna i Kalifornien, Santa Clara de Asís, varifrån staden fick sitt namn. Missionen är idag belägen på mark tillhörande Santa Clara University, den äldsta institutionen för högre utbildning i Kalifornien.
Santa Clara ligger nära Silicon Valleys centrala delar. Företag som Intel, Applied Materials, Sun Microsystems, NVIDIA, Agilent Technologies och många fler har sina huvudkontor i staden.
Nöjesparken Great America är belägen i staden, driven av Cedar Fair Entertainment Company. NFL-laget San Francisco 49ers har sitt högkvarter och träningsanläggningar i staden.
Santa Clara gränsar direkt till San Jose i norr, öster och söder. San Jose International Airport ligger i omedelbar anslutning till östra gränsen.

## Geografi och natur
Santa Clara dräneras av tre bäckar (creeks) som delar av året är uttorkade, samtliga mynnar ut i den södra delen av San Francisco Bay. Dessa är San Tomas Aquino Creek, Saratoga Creek och Calabazas Creek.
Inom staden finns ett flertal intressanta djurarter, bland annat prärieuggla, en art som anses hotad i Kalifornien på grund av habitatförluster.

## Historia
Den första europé som besökte området var José Francisco Ortega år 1769. Han fann att området var befolkat av indianer som spanjorerna kallade Costanos, "kustfolket", senare kända som Ohlone. Spanjorerna började kolonisera Kalifornien genom de 21 missionerna och Santa Clara de Asís grundades 1777.
År 1846 överfördes Kalifornien till USA. 1851 etablerades Santa Clara College på platsen där den gamla missionen var. 1852 fick Santa Clara status som stad. Ekonomin vid denna period var dominerad av jordbruk eftersom fruktgårdar och grönsaker växte väl i de bördiga jordarna. Vid början av 1900-talet hade stadens befolkning nått cirka 5 000 men tillväxten var under stora delar av det tidiga 1900-talet närmast obefintlig. Under jordbävningen i San Francisco 1906 omkom ett 100-tal människor i Santa Clara. 
|                                            | Jan  | Feb  | Mar  | Apr  | Maj  | Jun | Jul | Aug | Sep | Okt  | Nov  | Dec  |
| ------------------------------------------ | ---- | ---- | ---- | ---- | ---- | --- | --- | --- | --- | ---- | ---- | ---- |
| Normaldygnets maximitemperaturs medelvärde | 15   | 17   | 19   | 21   | 24   | 26  | 28  | 28  | 27  | 24   | 18   | 15   |
| Normaldygnets minimitemperaturs medelvärde | 6    | 7    | 8    | 9    | 11   | 13  | 14  | 14  | 14  | 11   | 8    | 5    |
|                                            |      |      |      |      |      |     |     |     |     |      |      |      |
| Nederbörd                                  | 77,1 | 75,5 | 66,9 | 30,6 | 13,1 | 3,9 | 1,2 | 1,2 | 6,0 | 19,7 | 41,4 | 61,5 |

| Diagram | temperaturer i °C • månadsnederbörd i mm • Källa: | temperaturer i °C • månadsnederbörd i mm • Källa: | temperaturer i °C • månadsnederbörd i mm • Källa: | temperaturer i °C • månadsnederbörd i mm • Källa: | temperaturer i °C • månadsnederbörd i mm • Källa: | temperaturer i °C • månadsnederbörd i mm • Källa: | temperaturer i °C • månadsnederbörd i mm • Källa: | temperaturer i °C • månadsnederbörd i mm • Källa: | temperaturer i °C • månadsnederbörd i mm • Källa: | temperaturer i °C • månadsnederbörd i mm • Källa: | temperaturer i °C • månadsnederbörd i mm • Källa: | temperaturer i °C • månadsnederbörd i mm • Källa: |
|         | 77 15 6                                           | 76 17 7                                           | 67 19 8                                           | 31 21 9                                           | 13 24 11                                          | 4 26 13                                           | 1 28 14                                           | 1 28 14                                           | 6 27 14                                           | 20 24 11                                          | 41 18 8                                           | 62 15 5                                           |